# Coraz wyżej
Coraz wyżej – piąty album zespołu Top One wydany przez wytwórnię D'Art Corporation w 1992 roku. Album zawiera 10 piosenek.

## Lista utworów
1. „Coraz wyżej” (muz. Maciej Jamroz, sł. Jan Krynicz)
2. „Serial zła” (muz. Paweł Kucharski, sł. Jan Krynicz)
3. „Mój powszedni dzień” (muz. Dariusz Królak, sł. Jan Krynicz)
4. „Osiem dni” (muz. Paweł Kucharski, sł. Jan Krynicz)
5. „To Manhattan” (muz. Maciej Jamroz, sł. Jan Krynicz)
6. „Chinatown” (muz. Paweł Kucharski, sł. Jan Krynicz)
7. „DJ – Zagraj dla nas” (muz. Maciej Jamroz, sł. Jan Krynicz)
8. „To twoja gra” (muz. Paweł Kucharski, Dariusz Zwierzchowski; sł. Jan Krynicz)
9. „Kiedy odchodzą w cień drzew” (muz. Dariusz Królak, sł. Jan Krynicz)
10. „Gagarin” (muz. Dariusz Królak)

## Twórcy
- Paweł Kucharski – vocal
- Dariusz Królak – instrumenty klawiszowe
- Dariusz Zwierzchowski – instrumenty klawiszowe
- Maciej Jamroz – perkusja, produkcja
- Kasia Lesing – vocal (gościnnie)
- Rafał Paczkowski – realizacja (Studio S-4 w Warszawie)